# Germanes Hospitalàries de la Santa Creu
Les Germanes Hospitalàries de la Santa Creu són una congregació religiosa, fundada per a atendre les necessitats dels internats a l'Hospital de la Santa Creu de Barcelona. Avui continua funcionant, treballant també en altres llocs.

## Història
La Molt Il·lustre Administració de l'Hospital de la Santa Creu va voler que s'encarregués de l'atenció als malalts un institut diferent a les darderes, que ja hi treballaven, ja que volia tenir-ne un major control. En 1790 va fer venir-hi un grup de Filles de la Caritat de Sant Vicenç de Paül de França, però el conflicte pel control no trigà a aparèixer, ja que la comunitat de Barcelona depenia de l'orde i, espiritualment, dels pares paüls. L'administració, va decidi llavors de fundar una comunitat pròpia totalment dependent d'ella, però amb una manera de fer similar a les de la congregació francesa. Va fundar llavors una germandat de caritat o pia associació, la Pia Associació de Senyores Germanes Infermeres Dedicades al Servei dels Pobres de l'Hospital General de la Santa Creu de Barcelona, el 9 de juliol de 1792, a partir del llegat monetari del marquès de Llupià, que va deixar-lo per fundar una obra pietosa, i la va posar sota la direcció de Teresa Cortés i Baró, que havia format part de la comunitat de Filles de la Caritat i s'havia format a París; el mateix 9 de juliol fou nomenada mare superiora de la germandat.
En 1793, Marià Pou escrigué les constitucions, molt extenses, on detallava les tasques i dependència de l'associació respecte a l'hospital, i que fou model per a d'altres de similars més tard. En 1794, Teresa Cortés va ser substituïda en la direcció per la germana Joana Perset i Buxeda, a causa de la seva malaltia; Perset continuà el mateix camí i va fer créixer la comunitat.
Durant el segle xix, el servei de les germanes es donà a l'Hospital de la Santa Creu, a l'Institut Mental de la Santa Creu (Sant Andreu de Palomar) i l'Hospital de Sant Llàtzer o leproseria. Depenia directament i exclusivament de la junta de l'administració d'aquests centres, En 1927, la pia associació va demanar a la Santa Seu la seva conversió en congregació religiosa, procés que inicià la superiora Teresa Albà i Busquets (1927-1936).
El 16 de juliol de 1927 es constituí la Congregació de Germanes Hospitalàries de la Santa Creu, congregació de vots simples. La nova superiora Encarnació Canals i Coma (1880-1943) donà un nou impuls a la congregació obrint nous camins de servei hospitalari i fomentant la bona formació espiritual i humana de les germanes; fundà noves comunitats i l'any 1939 inaugurava la Casa Noviciat a la Casa Santa Creu, per a la formació de les novícies.
L'any 1964 la congregació va estendre el seu camp apostòlic a l'obra missional, primer a Colòmbia (febrer de 1964, al Sanatori Antituberculós d'El Carmen de Atrato) i a l'Equador.

## Activitat i difusió
Les Hospitalàries de la Santa Creu es dediquen a l'atenció a malalts en hospitals, sanatoris o altres llocs. Compten amb la cúria general i el noviciat de Barcelona, on treballen a l'Hospital de la Santa Creu i Sant Pau i cinc cases a Colòmbia i Equador.